# Bankhaus Bauer
Die Bankhaus Bauer AG ist eine deutsche Privatbank mit Sitz in Essen. Die Bank ist Mitglied im Bundesverband deutscher Banken e. V. und dessen Einlagensicherungsfonds.

## Geschäftsfelder
Die Bankhaus Bauer AG betreibt als Universalbank sämtliche Bankgeschäfte. Als Privatbank legt sie dabei den Schwerpunkt traditionell auf vermögende Privat- und Geschäftskunden sowie auf Firmenkunden.

## Geschichte
Die Vorgängergesellschaft der heutigen Privatbank wurde durch den Bankier Richard Bauer gemeinsam mit einem Partner im Jahr 1931 in Stuttgart gegründet. Im Zweiten Weltkrieg wurden die Geschäftsräume durch einen Bombenangriff zerstört. Der Firmensitz wurde 1944 kurzfristig nach Schwäbisch Gmünd verlegt. Nach Kriegsende erfolgte 1945 die Sitzverlegung wieder nach Stuttgart. Im Jahr 1986 wurde die Gesellschaft in die Aktiengesellschaft Bankhaus Bauer AG umgewandelt.
1992 beteiligten sich die Schuppli-Gruppe aus Wiesbaden, die Hypothekenbank in Essen AG und die Hypothekenbank in Berlin AG am Unternehmen. Die Anteile der Schuppli-Gruppe und der Hypothekenbank in Berlin AG wurden 1994 durch die Commerzbank AG übernommen, die damit Mehrheitseigner der Bankhaus Bauer AG wurde. Im Jahr 2001 erwarb die Schuppli-Gruppe, zu der auch die Düsseldorfer Hypothekenbank AG gehört, erneut die Mehrheit an der Bank. Das Anlagevolumen der Bank stieg zwischen 1997 und 2006 von 123 Millionen Euro auf mehr als 700 Millionen Euro.
Vor dem Hintergrund des neuen Pfandbriefgesetzes schloss die Schuppli-Gruppe im Jahr 2006 ihre beiden Tochtergesellschaften Düsseldorfer Hypothekenbank AG und Bankhaus Bauer AG zusammen. Die Bankhaus Bauer AG wurde dabei auf die Düsseldorfer Hypothekenbank AG verschmolzen und firmierte daraufhin als deren unselbstständige Zweigniederlassung.
Im Jahr 2010 erfolgte die Neu- bzw. Ausgründung der Bankhaus Bauer AG. Mehrheitsaktionär der neuen Gesellschaft war die Raiffeisenbank Reutte reg.Gen.m.b.H. aus dem österreichischen Reutte in Tirol.
Im März 2015 übernahm die BB Beteiligungs GmbH aus Essen die Anteile der Raiffeisenbank Reutte reg.Gen.m.b.H. Die bisherigen Aktivitäten und Kundenkontakte werden uneingeschränkt fortgeführt. Das Geschäftsmodell soll in den kommenden Jahren jedoch deutlich ausgebaut werden. Dabei seien sowohl die Erweiterung in neue Geschäftsfelder als auch Produktergänzungen im Finanzierungsbereich geplant.
Die erste Erweiterung war im Januar 2017 eine Niederlassung in Essen, dafür wurde der ehemalige BHF-Bank-Leiter André Weber als Leiter für die Essener Privatkundenbetreuung eingestellt und Ende 2023 zum Vorstand ernannt. Bis November 2020 befand sich der Hauptsitz der Bank in Stuttgart. Danach verlegte das Bankhaus diesen nach Essen.
Seit Juni 2024 bietet die Bankhaus Bauer AG gemeinsam mit der familiengeführten opta data Gruppe aus Essen das opta data banking an – ein Finanzangebot, das speziell auf Fachberufe und Unternehmen im Gesundheitswesen zugeschnitten ist. Zu den Serviceleistungen zählen unter anderem ein Geschäftskonto, Kreditlösungen und eine direkte Verknüpfung von Abrechnung und Banking.
Im September 2024 hat das Finanzinstitut gemeinsam mit den Experten von 21 Oaks Capital mit dem „Bankhaus Bauer x 21 Oaks AI & Blockchain Innovation Fund“ einen Publikumsfonds initiiert, der einen Anlageschwerpunkt in der Blockchain-Technologie hat.

## Technik
Das Unternehmen ist dem genossenschaftlichen Rechenzentrum der Atruvia AG angeschlossen und nutzt als Kernbankensystem deren Software agree21.